# Ловци на Деда Мраза
Ловци на Деда Мраза је телевизијски филм из 2014. направљен за Никелодион. Режисирао га је Севиџ Стив Холанд на основу сценарија Џејмија Неша и продуцирла Ејми Сидорик. У филму глуме Бенџамин Флорес Млађи, Бријана Иди, Мејс Коронел и Лаја Делеон Хејз као група деце која покушава да нађе доказ да докаже постојање Деда Мраза.

## Радња
Све што Алекс жели да уради је да докаже свету да Деда Мраз постоји. Успео је да убеди своју сестру Елизабет и њихове рођаке Зои и Ричарда да поставе камере по кући како би ухватили снимак Деда Мраза. Њихов покушај је успешан, али њима на част, открију да Деда Мраз изгуби мало своје магије сваки пут кад га виде. Пошто Божић почне да ишчезава пред њиховим очима, на деци је да нађу и униште доказе о Деда Мразу. Међутим, морају да се надмећу са девојком ујка Чарлија, Наташом, која је одлучна да прода снимак Деда Мраза за своју себичну добит. 

## Улоге
| Улога               | Глумац/ица            | Српски глас         |
| ------------------- | --------------------- | ------------------- |
| Алекс               | Бенџамин Флорес Млађи | Бошко Воларевић     |
| Зои                 | Бријана Иди           | Дарија Врачевић     |
| Ричард              | Мејс Коронел          | Симон Јегоровић     |
| Елизабета           | Лаја Делеон Хејз      | Ивона Аливојводић   |
| Деда Мраз           | Донаван Стинсон       | Бојан Хлишћ         |
| Наташа              | Ејприл Телек          | Ања Орељ            |
| Ујак Чарли          | Кели Перин            | Александар Глигорић |
| Мама                | Бренда Кричлоу        | Јована Цавнић       |
| Тата                | Вив Ликок             | Немања Живковић     |
| Бака                | Би Џеј Харисон        | Валентина Павличић  |
| Дека                | Алвин Сандерс         | Бранислав Платиша   |
| Директор Велч       | Серж Худ              | Бојан Хлишћ         |
| Девојка вођа групе  | Суит Хајл             | Мина Ивановић       |
| Пандур              | Ерик Фел              | Лако Николић        |
| Твинерка            | Рејчел Прош           | непознато           |
| Слатка девојчица    | Сеја Мекват           | непознато           |
| Клинац са јармулком | Ашер Витвики-Фишман   | непознато           |
| Допадљиви бескућник | Џон Дестри            | Бранислав Јевтић    |
| Фризерка            | Лиса Макфаден         | Марија Стокић       |
| Млади прадека       | Малачи Јозеф-Ричардс  | без дијалога        |
| Прадека             | Бројдус Матисон       | без дијалога        |
| Прабака             | Анџела Мур            | без дијалога        |
| Приповедач          | Бил Кертис            | Марко Марковић      |